# Cantone di Pervenchères
Il Cantone di Pervenchères era una divisione amministrativa dell'arrondissement di Mortagne-au-Perche.
È stato soppresso a seguito della riforma complessiva dei cantoni del 2014, che è entrata in vigore con le elezioni dipartimentali del 2015.
Comprendeva i comuni di:
- Barville
- Bellavilliers
- Coulimer
- Eperrais
- Montgaudry
- Parfondeval
- La Perrière
- Pervenchères
- Le Pin-la-Garenne
- Saint-Jouin-de-Blavou
- Saint-Julien-sur-Sarthe
- Saint-Quentin-de-Blavou
- Suré
- Vidai